# Kanton La Rochelle-3
Der Kanton La Rochelle-3 ist seit 1973 ein französischer Wahlkreis im Département Charente-Maritime und in der Region Nouvelle-Aquitaine. Er umfasst im Arrondissement La Rochelle einen Teilbereich der Stadt La Rochelle, Im Rahmen der landesweiten Neuordnung der französischen Kantone im März 2015 wurde sein Zuschnitt vergrößert, so dass im Kanton jetzt 26.299 Einwohner leben (Stand: 2022). Mit der Neuordnung änderte sich außerdem sein INSEE-Code von 1741 auf 1716.

## Gemeinden
Der Kanton besteht aus dem nordöstlichen Teil der Stadt La Rochelle.

## Politik
| Vertreter im Departementrat | Vertreter im Departementrat | Vertreter im Departementrat |
| Amtszeit                    | Namen                       | Partei                      |
| --------------------------- | --------------------------- | --------------------------- |
| 1998–2015                   | Marilyse Fleuret-Pagnoux    | PRG                         |
| 2015–                       | Nadège Desir Pierre Robin   | PRG                         |